# Sharon Angela
Sharon Angela es una actriz estadounidense, mayormente conocida por su interpretación de Rosalie Aprile en la serie Los Soprano.
Ha trabajado en varias películas como Ghost Dog: The Way of the Samurai, On the Run, Two Family House, Confessions of a Dangerous Mind y Court Jesters. También ha trabajado en televisión, en series como Law & Order y Law & Order: Criminal Intent. Durante la sexta temporada de Los Soprano, Angela pasó de ser invitada a realizar un personaje habitual de la serie, Rosalie Aprile, la viuda de Jackie Aprile, y muy cercana a Carmela Soprano.
Además ha coescrito la película The Collection y codirigido Made in Brooklyn. También trabajó como actriz de voz interpretando a Angie Pegorino en el videojuego Grand Theft Auto IV.